# Verdikkingsmiddel
Een verdikkingsmiddel is in de voedingsmiddelenindustrie een ingrediënt dat water kan binden en daarmee het eindproduct dikker maakt. Voor het bereiken van een specifieke viscositeit (hoog-midden-laag) kan gekozen worden uit diverse verdikkingsmiddelen.
Verdikkingsmiddelen zijn meestal koolhydraten en worden vooral toegepast in sauzen en soepen, maar ook veel in bijvoorbeeld pudding en snoep. Met behulp van een verdikkingsmiddel als gemodificeerd zetmeel, guarpitmeel en/of Xanthaangom kan de voedingsmiddelenindustrie veel water toevoegen om extra gewicht en volume te krijgen, waardoor de winstgevendheid sterk wordt verhoogd. Het smaakverlies wordt gecompenseerd door toevoeging van aroma's en suikers.

## Voorbeelden
Hoog-viskeuze oplossingen
- gelatine (E441)
- agaragar (E406)
- pectine (E440)
- alginaten (E400 - E405)
- johannesbroodpitmeel (E410)
- guarpitmeel (E412)
- Xanthaangom (E415)

Minder viskeuze oplossingen
- zetmeel

Laag viskeuze oplossingen
- arabische gom (E414)
- dextrine

Geleermiddelen zijn een specifiek soort verdikkingsmiddel. Zij vormen onder bepaalde omstandigheden een al dan niet omkeerbare moleculaire netwerkstructuur (gel), waardoor extra stevigheid wordt gerealiseerd.
Een verdikkingsmiddel moet als ingrediënt altijd vergezeld worden van een stofnaam en/of E-nummer. De nummers E400 tot E495 zijn geleermiddelen, emulgatoren, stabilisatoren en verdikkingsmiddelen.